# Katia Mesel
Katia Mesel (Recife, 8 de março de 1948) é uma cineasta e artista gráfica brasileira. Foi a primeira mulher a dirigir um filme longa-metragem no estado de Pernambuco e a participar de um Festival de cinema no Brasil.

## Biografia
Katia Mesel nasceu no dia 8 de março de 1948, herdeira de uma tradicional família judia do Recife, junto com mais seis irmãos. Formou-se no ano de 1970 em Arquitetura e Artes Gráficas na Universidade Federal de Pernambuco. Nesta época já realizava experimentações fotográficas com sua câmera Leica, mas foi em 1968, depois de receber uma filmadora 8mm de presente do seu pai, que aprofundou seu contato com a produção audiovisual. Teve uma breve experiência como atriz, atuando nos filmes A Vingança dos Doze (1970), de Marcos Farias, e Faustão (1971), de Eduardo Coutinho. Sua lista de pioneirismos é extensa: além de ser a primeira mulher cineasta de Pernambuco, entrou para a história como a primeira realizadora a participar de um festival de cinema no Brasil, com seu filme Rotor sendo selecionado para a Jornada Internacional de Cinema da Bahia, em 1973. Em 1966 abriu a Planus Programação Visual, uma das empresas pioneiras na área de design no estado. Fundou em 1980 a Arrecife Produções, primeira produtora do Nordeste dedicada ao cinema. Em 1984 foi a primeira diretora de Pernambuco a ser aprovada num edital da extinta estatal Embrafilme com o curta-metragem Oh de Casa, baseado em escritos de Gilberto Freyre. Foi ainda a primeira cineasta a ter um programa de televisão semanal e independente, o Pernambucanos da Gema, exibido de 1991 a 1993 na TV Pernambuco. Em agosto de 1993 esteve à frente de um grupo de cineastas que formalizou juridicamente a Associação Brasileira de Documentaristas e Curtametragistas de Pernambuco/Associação Pernambucana de Cineastas (ABD/Apeci). No ano de 1995 foi convidada para ser representante de Cinema, Vídeo, Fotografia na Comissão Deliberativa do Sistema de Incentivo à Cultura de Pernambuco (SIC-PE). Foi convidada em 2002 a integrar o Conselho de Cultura do Recife, ocupando a cadeira de Audiovisual, onde ficou até 2007. Em 2006 entra para a diretoria da Associação de Produtores Cinematográficos do Norte e Nordeste - APCNNe. Em 2000 trabalhou como assistente de direção de Nelson Pereira dos Santos em Casa Grande e Senzala, uma série de vídeos sobre a obra de Gilberto Freyre. Sua carreira é marcada pelo registro da cultura popular pernambucana, sobre a qual realizou cerca de mais de 300 obras audiovisuais, em diversos gêneros, formatos e bitolas desde a década de 1960 até o momento.

## Premiações, homenagens e curadorias

### Participação em júris e curadorias[3][8]
- 1998 - 26º Festival de Cinema de Gramado - Categoria Curtas 35mm
- 1999 - 1º Festival Internacional de Cinema de Brasília
- 2000 - 4º Festival de Cinema e Vídeo de Curitiba - Categoria Curtas 35mm
- 2008 - 3º Imagem dos Povos - Mostra Internacional em Ouro Preto
- 2009 - 1º Eco Cine Noronha
- 2010 - 2º Eco Cine Noronha
- 2010 - 9º Cine Fliporto
- 2011 - 4º Festival de Cinema de Triunfo - Categoria Curta-metragens
- 2018 - 13º Fest Aruanda do Audiovisual Brasileiro - Mostra Competitiva "Sob o sol nordestino"

### Homenagens recebidas[9][10][2][11][12]
- 1997 - Prêmio Leandro Gomes de Barros - Secretaria de Cultura de Pernambuco
- 1998 - Prêmio Aeso de Cultura Pernambucana
- 1999 - Prêmio Memória Viva do Recife
- 2012 - IV Festival do Filme Etnográfico do Recife
- 2015 -  8º Festival de Cinema de Triunfo
- 2018 - 22º Festival Cine PE - Calunga de Ouro
- 2018 - Indicada ao Prêmio Orgulho de Pernambuco, do Diário de Pernambuco, na categoria Cinema

### Premiações em festivais de cinema[13]
| Ano  | Filme                      | Festival                                                              | Categoria                             |
| ---- | -------------------------- | --------------------------------------------------------------------- | ------------------------------------- |
| 1985 | Oh de Casa                 | Prêmio do Júri - Concine                                              | Curta-metragem nacional               |
| 1997 | Recife de Dentro para Fora | Festival Internacional de Cinema e Curta-Metragem de Bilbao - Espanha | Melhor curta-metragem                 |
| 1997 | Recife de Dentro para Fora | Festival de Cinema e Vídeo de Cuiabá - Cinemato                       | Prêmio Especial do Júri               |
| 1997 | Recife de Dentro para Fora | Festival de Brasília do Cinema Brasileiro                             | Melhor trilha sonora                  |
| 1997 | Recife de Dentro para Fora | Festival de Cinema de Vitória                                         | Melhor documentário                   |
| 1997 | Recife de Dentro para Fora | Festival de Gramado                                                   | Melhor fotografia                     |
| 1997 | Recife de Dentro para Fora | 1º Festival Internacional de Cinema e Vídeo Ambiental                 | Prêmio Cora Coralina (curta-metragem) |
| 1997 | Recife de Dentro para Fora | Festival de Paulo Afonso                                              | Prêmio do público                     |
| 1999 | Recife de Dentro para Fora | Festival Internacional de Cinema Ecológico - Freiburg/Alemanha        | Melhor curta-metragem                 |

## Filmografia[15][16][13]
| Ano  | Filme                                 | Formato | Duração | Função                                              |
| ---- | ------------------------------------- | ------- | ------- | --------------------------------------------------- |
| 1970 | A Vingança dos Doze                   | 35mm    | 95'     | Atriz                                               |
| 1971 | Faustão                               | 35mm    | 113'    | Atriz                                               |
| 1972 | El Barato                             | Super 8 | 10'     | Direção; Roteiro; Produção; Montagem; Fotografia    |
| 1972 | Viva o Outro Mundo                    | Super 8 | 5'      | Direção                                             |
| 1972 | Rotor                                 | Super 8 | 15'     | Direção                                             |
| 1973 | Caboclinho                            | Super 8 | 10'     | Direção; Roteiro; Produção; Montagem; Fotografia    |
| 1973 | Nossa Senhora da Soledade             | Super 8 |         | Direção; Produção; Montagem; Fotografia             |
| 1974 | Feira de Caruaru                      | Super 8 | 8'      | Direção; Roteiro; Produção; Montagem; Fotografia    |
| 1974 | Festa dos Finados                     | Super 8 | 10'     | Direção; Roteiro; Produção; Montagem; Fotografia    |
| 1974 | A Noite do Espantalho                 | 35mm    | 95'     | Figurino                                            |
| 1974 | O Dia do Espantalho                   | Super 8 | 15'     | Direção                                             |
| 1974 | Névoas da Madrugada                   | Super 8 | 10'     | Direção                                             |
| 1975 | Iaô de Oxum                           | Super 8 | 10'     | Direção; Roteiro; Produção; Montagem; Fotografia    |
| 1976 | Itamaravilha                          | Super 8 | 10'     | Direção; Roteiro; Produção; Montagem; Fotografia    |
| 1976 | Pedra do Ingá                         | Super 8 | 12'     | Direção; Roteiro; Produção; Montagem; Fotografia    |
| 1978 | Bangue                                | Super 8 | 18'     | Direção; Roteiro; Produção; Montagem; Fotografia    |
| 1981 | Bajado, Um Artista de Olinda          | 16mm    | 12'     | Roteiro; Produção                                   |
| 1985 | Oh de Casa!                           | 35mm    | 9'      | Direção; Roteiro; Produção                          |
| 1986 | Olinda Só Riso                        | 16mm    | 19'     | Roteiro; Produção                                   |
| 1986 | Sulanca                               | 35mm    | 40'     | Direção; Roteiro; Produção                          |
| 1987 | Mercadores de São José                | 35mm    | 5'50''  | Roteiro; Produção                                   |
| 1988 | Os Romances de Dona Olinda Olanda     | 35mm    | 11'     | Direção; Produção                                   |
| 1993 | Figurativo Nativo x Abstrato Inato    |         | 12'     | Direção; Roteiro                                    |
| 1994 | Eu Vi o Mundo, Ele Começava no Recife |         | 5'      | Direção                                             |
| 1997 | Recife de Dentro pra Fora             | 35mm    | 15'     | Direção; Roteiro; Produção; Arte; Montagem          |
| 2000 | Dar Realidade ao Sonho                | 16mm    | 8'      | Direção; Roteiro; Arte                              |
| 2000 | Tô Ligada                             |         | 6'      | Direção                                             |
| 2005 | Fora do Eixo                          |         | 16'     | Direção; Roteiro                                    |
| 2011 | Casa Comigo?                          |         | 6'      | Direção; Roteiro; Produção                          |
| 2011 | Rosana                                |         |         | Direção; Roteiro; Produção; Arte                    |
| 2011 | O Rochedo e a Estrela                 | 35mm    | 85'     | Direção; Roteiro; Produção; Figurino; Cenário; Arte |
| 2012 | A Gira                                |         | 16'     | Direção; Roteiro; Produção                          |
| 2014 | O Mago das Artes                      |         | 23'     | Direção                                             |
| 2014 | A Pedra Bubônica                      |         | 1'      | Direção; Roteiro                                    |
| 2018 | Parto Sim                             |         | 15'     | Direção; Roteiro; Produção; Arte                    |
| 2020 | A Volta                               |         | 3'      | Direção; Roteiro; Produção                          |